# Lloyd deMause

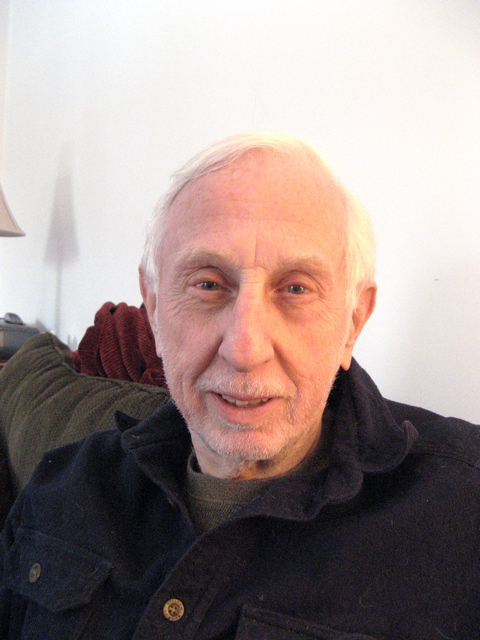
Lloyd deMause (2007)

Lloyd deMause (* 19. September 1931; † 23. April 2020 in New York) war ein US-amerikanischer Sozialwissenschaftler und ein Pionier der Psychohistorie. Er lehrte an der City University of New York.

## Leben und Wirken
Lloyd deMause absolvierte ein Studium in Politischer Wissenschaft an der Columbia University. Später ließ er sich in Psychoanalyse ausbilden. Er lehrte Psychohistorie in New York und hielt Vorlesungen in den USA und Europa. Er ist der Autor zahlreicher Bücher und Artikel über die Entwicklung der menschlichen Psyche als Ergebnis von Kindererziehungspraktiken im Laufe der Geschichte. DeMause war Herausgeber von The Journal of Psychohistory und Gründer des Institute for Psychohistory. Er war mit Susan Hein verheiratet und Vater dreier Kinder.
Die wissenschaftlichen Arbeiten von deMause lassen sich grob zwei größeren Gebieten zuordnen: der Geschichte der Kindheit und der Psychohistorie. Die Psychohistorie gilt als umstrittenes Forschungsgebiet. Kritiker behaupten, deMauses Theorien seien nicht durch glaubwürdige Forschungsarbeit untermauert. Im Gegensatz zu vielen anderen Historikern ging er davon aus, dass die psychogenen Veränderungen der Persönlichkeits- und Charakterstrukturen, die durch Interaktionen von Generation zu Generation weitergegeben werden, die zentrale Ursache historischen Wandels darstellen und unabhängig von technologischen und ökonomischen Veränderungen entstehen. DeMause postulierte eine psycho-emotionale Evolution, deren Ergebnis darin bestehe, dass die Beziehung zwischen Eltern und Kindern immer enger werde. Entsprechend werde die allgemeine Fürsorge für Kinder sorgfältiger und angemessener. Damit stehen seine Thesen in starkem Gegensatz zur Arbeit von Philippe Ariès.

## DeMauses Konzeption der Geschichte der Kindheit
1968 machte deMause der Association for applied Psychoanalysis einen Projektvorschlag, der zum Ausgangspunkt für mehrere empirische Untersuchungen zur Geschichte der Kindheit wurde. Das 1974 erschienene Buch History of Childhood war das Ergebnis. Darin stellte deMause in seinem einleitenden Essay Evolution der Kindheit die wesentlichen theoretischen Überlegungen zur psychogenetischen Geschichte der Kindheit vor. Die übrigen neun Essays der anderen Autoren weisen eine große Eigenständigkeit auf und sind nicht unmittelbar auf diesen Essay bezogen.
DeMause leitet seinen Essay Evolution der Kindheit mit folgendem Satz ein:
„Die Geschichte der Kindheit ist ein Alptraum aus dem wir gerade erst erwachen. Je weiter wir in der Geschichte der Kindheit zurückgehen, desto unzureichender wird die Pflege der Kinder, die Fürsorge für sie, und desto größer wird die Wahrscheinlichkeit, daß Kinder getötet, ausgesetzt, geschlagen, gequält und sexuell mißbraucht wurden.“
In diesem Essay skizziert deMause eine »psychogenetische Theorie der Geschichte«. Er sieht in den psychogenen Veränderungen der Persönlichkeits- oder Charakterstruktur, die sich aufgrund der Generationenfolge der Interaktionen zwischen Eltern und Kindern ergeben, eine zentrale Antriebskraft des historischen Wandels. Dieser psychogene Wandel lasse sich nicht auf technologischen oder ökonomischen Wandel zurückführen, sondern sei eine unabhängige Quelle historischen Wandels. Jeweils veränderte Kindheiten ergäben einen evolutiven Prozess, in dessen Folge die emotionalen Beziehungen zwischen Eltern und ihren Kindern immer enger würden. Entsprechend entwickele sich eine immer zugewandtere Haltung der Erwachsenen gegenüber Kindern.

### Die psychologischen Prinzipien der Geschichte der Kindheit nach deMause
DeMause untersuchte historische Formen von Kindheit, insbesondere die Eltern-Kind-Beziehungen. Dazu konzipierte er als theoretisches Rüstzeug unter Verwendung psychoanalytischer Annahmen die sogenannten „psychologischen Prinzipien der Geschichte der Kindheit“. DeMause analysiert mit Hilfe dieser Begriffe bestimmte Verhaltens- oder Reaktionsweisen der Eltern auf ihre aktuelle Wahrnehmung der Bedürfnisse ihrer Kinder. Er nimmt an, dass es drei grundlegende elterliche Reaktionstypen gibt, die dem Kind, wenn es ein Bedürfnis zeigt, entgegengebracht werden können: (1) die projektive Reaktion, (2) die Umkehrreaktion oder reversal reaction und (3) die empathische Reaktion.
Die projektive Reaktion stellt eine Übertragung eigener Gefühle auf das Kind dar. Dabei werden Gefühle, die von dem Erwachsenen nicht ausreichend integriert werden, als dem Kind zugehörig erlebt. Die Abwehr der projizierten Gefühle erfolgt dann durch die Behandlung des Kindes, etwa durch eine Bestrafung oder in der Form einer massiven Zurückweisung. Durch die Projektionen kommt es nach deMause häufig zur von ihm so bezeichneten projektiven Fürsorge, die von echter Fürsorge unterschieden werden muss. Bei der projektiven Fürsorge projiziert der Elternteil in einem ersten Schritt eigene Bedürfnisse auf das Kind und befriedigt diese in einem zweiten Schritt. Es kommt also nicht zu empathischem Erfassen der tatsächlichen Bedürfnisse des Kindes.
Die Umkehrreaktion besteht ebenfalls in einer projektiven Fehlwahrnehmung des Kindes, das dabei von den Eltern als eine wichtige Pflegeperson aus der je eigenen Kindheit erlebt wird. Bei dieser Reaktionsform wird die unbewusste Erwartung an das Kind herangetragen, die Eltern versorgen und emotional stützen zu müssen. Der Hauptunterschied zwischen projektiver und Umkehrreaktion besteht darin, dass bei der projektiven Reaktion die Eltern Selbstanteile anhand des eigenen Kindes erleben und in Form der Umkehrreaktion verinnerlichte Elternbilder aus der je eigenen Kindheit reaktivieren. Umkehrreaktion und projektive Reaktion können gleichzeitig bzw. sich gegenseitig abwechselnd die Reaktionen des Erwachsenen bestimmen und führen zur Doppelvorstellung (double image). Das Kind wird dabei sowohl als schlecht als auch als liebevoll wahrgenommen. Der Erwachsene projiziert abwechselnd seine eigenen verpönten Gefühle aus den Bereichen der Sexualität und der Aggression in das Kind, nimmt aber auch das Kind als liebende und machtvolle Elternfigur wahr, die Versorgung gewähren kann und muss. Diese verzerrte Wahrnehmung des Kindes durch die Eltern basiert auf einer ausgeprägten Ambivalenz, die umso stärker handlungsleitend wirkt, je traumatischer die Kindheit der Eltern gewesen ist. Diese Traumata verhindern die Entwicklung einer reifen und angemessenen Integration von Bedürfnisstrukturen.
Die empathische Reaktion stellt die Grundlage der angemessenen Reaktionen auf kindliche Bedürfnisse dar. Dies setzt nach deMause die Fähigkeit des Erwachsenen voraus, sich durch die regressive Wiederbelebung von Erinnerungsspuren auf die Altersstufe des Kindes einlassen zu können. Die Pflegeperson muss dabei die echten Bedürfnisse des Kindes erfassen und befriedigen können, ohne eigene erwachsene und damit inadäquate Projektionen beizumischen.
Den in zahlreichen Quellen sich zeigenden Umgang von historischen Eltern mit ihren Kindern analysierte bzw. erklärte deMause mit Hilfe der oben skizzierten Begriffe. Insbesondere problematische elterliche Handlungen geraten so in den Fokus wie beispielsweise Kindstötung; sexueller Missbrauch; Weggabe des Kindes außer Haus (ins Kloster, zur Amme); Verstümmelungen von Kindern, häufig im Genitalbereich; Abhärtung des Kleinkindes etwa mit kaltem Wasser; magische Praktiken mit Kindern; religiöse Vorstellungen von Kindern; schlechte oder mangelhafte Ernährung von Kleinkindern; Erschrecken von Kindern als Erziehungsmaßnahme; enges Wickeln, das zur Immobilisierung des kindlichen Körpers führt; Reinlichkeitserziehung; regelmäßige Verabreichung von Einläufen; körperliche Bestrafungen, vor allem Schläge; Einsperren von Kindern; Erweckung von Schuldgefühlen; Kleidung von Kindern; rigide Kontrolle des kindlichen Willens und Disziplinierung; Kontrolle kindlicher Sexualität (Masturbationsverbot).

### Die psychogenetischen Modi der Eltern-Kind-Beziehungen
DeMause entwickelte ein grobes Schema der Evolution der Eltern-Kind-Beziehungen im Westen seit der Antike bis heute. Dabei werden sechs Modi unterschieden. DeMause ging davon aus, dass zunächst nur die früheren und psychologisch primitiveren Modi existieren und die späteren Formen sich langsam entwickeln. Die älteren Formen bleiben allerdings jeweils erhalten; daher existieren heute alle Formen der Eltern-Kind-Beziehung nebeneinander. Das von deMause vorgeschlagene Periodisierungsschema enthält eine Kurzcharakteristik des jeweiligen Modus und die Angabe, wann der „psychogenetisch jeweils fortgeschrittenste Teil der Bevölkerung in den fortgeschrittensten Ländern“ zu einem neuen Modus der Eltern-Kind-Beziehung überging.
1. Infantizider Modus (seit prähistorischer Zeit): Bei Vorherrschen dieses Modus wird ein größerer Teil der Kinder getötet, gleichzeitig findet sich ein sexualisierter Umgang mit den überlebenden Kindern. Zentral und für die Adäquatheit der Benennung entscheidend ist, dass die überlebenden Kinder von der Tötung ihrer Geschwister wissen. Sie müssen somit Abwehrmechanismen gegen das Wissen um die elterlichen Praktiken entwickeln.
2. Weggabe-Modus (beginnt mit der christlichen Ära): Die Christen seien die erste Gruppe gewesen, die mit der Kindestötung weitgehend aufhörten. Kennzeichnend für den Modus der Weggabe ist die Entfernung des Kindes aus der unmittelbaren Umgebung der Eltern. Historische Manifestationen sind die Weggabe zu Ammen, an Klöster (Oblation), als Diener an andere Haushalte. Der sexuelle Gebrauch der Kinder geht zurück, Schläge sind häufig.
3. Ambivalenter Modus (beginnt mit dem 12. Jahrhundert): Zentral wird die Eigenheit, dass das Kind abwechselnd als gute und böse Figur erlebt wird. Der Terminus „Ambivalenz“ bezeichnet das Schwanken zwischen gespaltenen, guten und bösen Phantasiebildern vom Kind. Die Eltern weisen handlungsleitende Phantasien von der Formung des kindlichen Körpers (durch Wickeln und Pressen) auf. Ganz allgemein spielt der kindliche Körper eine wesentliche Rolle bei der Konstituierung der Eltern-Kind-Beziehung im Rahmen dieses Modus.
4. Intrusiver Modus (beginnt mit dem späten 16. Jahrhundert): Das Kind wird nun weniger körperlich als vielmehr psychisch kontrolliert. Es erfolgt eine permanente Auseinandersetzung mit dem kindlichen Willen, den kindlichen Bedürfnissen und Regungen. Es beginnt die Kontrolle kindlicher Sexualität (Masturbationsverbot) und die Erzeugung von Schuldgefühlen. Ein zentrales Thema wird der sofortige kindliche Gehorsam.
5. Sozialisierender Modus (beginnt mit dem späten 18. Jahrhundert): Das Kind wird von den Eltern weniger kontrolliert als vielmehr auf den „rechten Weg gebracht“. Der Willen des Kindes wird nicht mehr als Bedrohung empfunden.
6. Unterstützender Modus (beginnt mit der Mitte des 20. Jahrhunderts): Der zentrale Unterschied zum sozialisatorischen Modus bestehe in der elterlichen Vorstellung, „daß das Kind besser als seine Eltern weiß, was es in jedem Stadium seines Lebens braucht.“[6] Disziplinierung werde nicht länger ausgeführt.

## Psychohistorie
Psychohistorie wird von den verschiedenen Autoren unterschiedlich konzipiert. Lloyd deMause stellte drei zentrale Forschungsbereiche heraus, die miteinander verbunden sind:
- Geschichte der Kindheit: Beschreibung und Erklärung des historischen Wandels von zentralen Kindheitsbedingungen und deren Auswirkungen auf die historisch konkreten Psychen der Kinder.

- Psychobiographie: Untersuchung von Motivationen historischer (auch zeitgenössischer) Individuen, vor allem von politisch Handelnden, aber auch von Künstlern oder anderen quellenmäßig erfassbaren Personen.

- Gruppen-Psychohistorie: Untersuchung der Motivationen von Gruppen (bzw. von Gesellschaften), wobei insbesondere die emotionale Situation der Gruppe und ihrer Mitglieder zum Gegenstand der Rekonstruktion wird.

In allen drei Gebieten geht es sowohl um die Rekonstruktion des bewussten Erlebens von historischen Personen, als auch um unbewusste Phantasien der historischen Subjekte bzw. um die latenten Sinnstrukturen historischer Gebilde (religiöser, politischer und künstlerischer Art).

## Schriften
Bücher auf Deutsch
- 1977: Hört ihr die Kinder weinen? Eine psychogenetische Geschichte der Kindheit. (Hrsg.) Sammelband, 10 Autoren. Suhrkamp, Ffm 1977–1994, ISBN 3-518-27939-4.[7]
- 1984: Reagan’s Amerika. Eine psychohistorische Studie. Nachwort von Klaus Theweleit, Verlag Stroemfeld, Basel 1984, ISBN 3-87877-208-4.[8]
- 1989: Grundlagen der Psychohistorie. Psychohistorische Schriften. Hrsg. und Übers. von Aurel Ende, Suhrkamp, Ffm 1989, ISBN 3-518-11175-2.[9]
- 2000: Was ist Psychohistorie? Eine Grundlegung. Hrsg. von Ludwig Janus und Artur Boelderl, Psychosozial-Verlag, Gießen 2000, ISBN 3-932133-64-1.[10]
- 2005: Das emotionale Leben der Nationen. Zusammenfassung des Lebenswerkes. Drava-Verlag, Klagenfurt 2005, ISBN 3-85435-454-1.[11]

Englisch
- 1974: The Evolution of Childhood. In: History of Childhood Quarterly: The Journal of Psychohistory, 1 (4), 1974, S. 503–575. (Kommentare und Erwiderung: S. 576–606)
- 1975: A Bibliography of Psychohistory. Garland Pub, New York 1975, ISBN 0-8240-9999-0.
- 1975: The New Psychohistory. Psychohistory Press, New York 1975, ISBN 0-914434-01-2.
- 1977: Jimmy Carter and American fantasy: psychohistorical explorations. Two Continents, New York 1977, ISBN 0-8467-0363-7. (mit Henry Ebel)
- 1981: The fetal origins of history. In: The Journal of Psychohistory, 9 (1), S. 1–89.
- 1982: Foundations of psychohistory. Creative Roots, New York 1982, ISBN 0-940508-01-X.[12]
- 1984: Reagan’s America. Creative Roots, New York 1984, ISBN 0-940508-02-8.[13]
- 1987: The History of Childhood in Japan. In: The Journal of Psychohistory, 15 (2), 1987. S. 147–151.
- 1988: On Writing Childhood History. In: The Journal of Psychohistory, 16 (2), 1988, S. 35–71.
- 1989: The Role of Adaptation and Selection in Psychohistorical Evolution. In: The Journal of Psychohistory, 16 (4), 1989 c, S. 355–372 (Kommentare und Erwiderung: S. 372–404).
- 1990: The History of Child Assault. In: The Journal of Psychohistory, 18 (1), 1990, S. 1–29.
- 1991: The Universality of Incest. In: The Journal of Psychohistory, 19 (1), 1991, S. 123–164.
- 1997: The psychogenic Theory of History. In: The Journal of Psychohistory, 25 (1), 1997, S. 112–183.
- 2002: The Emotional Life of Nations. Karnac & Other Press, New York 2002, ISBN 1-892746-98-0.

## Nachweise
1. ↑  deMause, Evolution der Kindheit (1989), S. 12.
2. ↑  deMause, Evolution der Kindheit (1989), S. 14 f.
3. ↑  deMause, Evolution der Kindheit (1989), S. 14 f.
4. ↑  Vgl. hierzu deMause, Evolution der Kindheit (1989), S. 21.
5. ↑  deMause, Evolution der Kindheit (1989), S. 82; revidierte Datierung nach deMause (1990), S. 13 ff.
6. ↑  deMause, Evolution der Kindheit (1989), S. 84.
7. ↑  deMause 1977 (Weinen) – Vorwort von William L. Langer. Deutsch: Renate und Rolf Wiggershaus, Reinhard Kaiser, Helga Herborth, Christel Beier, Ute Auhagen, 627 Seiten.
8. ↑  deMause 1984 (Reagan) – Nachwort und deutsch von Jürgen Freund und Klaus Theweleit, 268 Seiten.
9. ↑  deMause 1989 (Grundlagen) – Deutsch von Aurel Ende, 348 Seiten.
10. ↑  deMause 2000 (Grundlegung) – Deutsch von Artur Boelderl, 487 Seiten.
11. ↑  deMause 2005 (Nationen) – Deutsch von Christian Lackner, 383 Seiten.
12. ↑  1982 – Foundations in Englisch bei web.archive.org
13. ↑  1984 – Reagans America in Englisch bei archive.org

| Personendaten    | Personendaten                                                 |
| ---------------- | ------------------------------------------------------------- |
| NAME             | DeMause, Lloyd                                                |
| KURZBESCHREIBUNG | US-amerikanischer Sozialwissenschaftler und Kindheitsforscher |
| GEBURTSDATUM     | 19. September 1931                                            |
| STERBEDATUM      | 23. April 2020                                                |
| STERBEORT        | New York                                                      |